# Задача Архимеда о быках
Задача Архимеда о быках — трактат Архимеда (287—212 годы до н. э.), в котором античный учёный поставил математическую задачу, полное решение которой было найдено лишь в 1965 году с использованием компьютерной техники.

## Издание
«Задачу о быках» обнаружил Готхольд Эфраим Лессинг в греческой рукописи, состоящей из стихотворения в 44 строки, в библиотеке герцога Августа в Вольфенбюттеле в Германии. Текст задачи был опубликован в издании «Beiträge zur Geschichte und Litteratur» в Брауншвейге в 1773 году. Авторство Архимеда у антиковедов не вызывает сомнений, так как и по стилю, и по характеру трактат соответствует математическим эпиграммам той эпохи. Задача о быках авторства Архимеда упоминается в одном из античных схолиев к диалогу Платона «Хармид, или О благоразумии».

## Суть задачи
Архимед предлагает читателю найти количество быков бога Солнца Гелиоса при следующих условиях:
- у Гелиоса имелось четыре стада, каждое из которых отличалось по цвету[к 1]
- количество белых быков было равным {\displaystyle =\left({\frac {1}{2}}+{\frac {1}{3}}\right)} тёмных + рыжим быкам[к 2]
- тёмных быков {\displaystyle =\left({\frac {1}{4}}+{\frac {1}{5}}\right)} пёстрых + рыжим быкам[к 3]
- пёстрых быков {\displaystyle =\left({\frac {1}{6}}+{\frac {1}{7}}\right)} белых + рыжим быкам[к 4]
- белых коров {\displaystyle =\left({\frac {1}{3}}+{\frac {1}{4}}\right)} тёмного стада[к 5]
- тёмных коров {\displaystyle =\left({\frac {1}{4}}+{\frac {1}{5}}\right)} пёстрого стада[к 6]
- пёстрых коров {\displaystyle =\left({\frac {1}{5}}+{\frac {1}{6}}\right)} рыжего стада[к 7]
- рыжих коров {\displaystyle =\left({\frac {1}{6}}+{\frac {1}{7}}\right)} белого стада[к 8]

После этого Архимед предлагает найти количество быков и коров разного цвета, указывая, что тот у кого это получится не является невеждой.
Вторая часть задачи включает дополнительные условия:
- количество белых и тёмных быков — квадратное число
- количество пёстрых и рыжих быков — треугольное число

Тот, кто сможет при этих условиях определить число голов скота в стадах Гелиоса, по мнению Архимеда, является мудрецом.

## Решение
Решение первой части задачи сводится к системе линейных алгебраических уравнений. Если обозначить количество быков соответствующего цвета символами Б, Т, П и Р, а коров — б, т, п и р, то первые уравнения можно отобразить следующим образом:
- Б{\displaystyle =\left({\frac {1}{2}}+{\frac {1}{3}}\right)} Т + Р → 6Б = 5Т + 6Р
- Т{\displaystyle =\left({\frac {1}{4}}+{\frac {1}{5}}\right)} П + Р → 20Т = 9П + 20Р
- П{\displaystyle =\left({\frac {1}{6}}+{\frac {1}{7}}\right)} Б + Р → 42П = 13Б + 42Р

Последовательно решая все семь уравнений, получим следующие значения:
- Б — 10 366 482
- Т — 7 460 514
- П — 7 358 060
- Р — 4 149 387
- б — 7 206 360
- т — 4 893 246
- п — 3 515 820
- р — 5 439 213

Общее количество голов скота у Гелиоса таким образом составляло 50 389 082.
Вторая часть задачи, то есть поиск решения, которое удовлетворяло бы условиям первой и второй части, сводится к уравнению Пелля. Её решение было опубликовано в 1880 году. Общее количество быков приближённо равно {\displaystyle 7.76\times 10^{206544}}. Чтобы записать все 206 545 цифр необходимо 660 страниц с 2500 знаков на каждой. Впервые точное числовое значение решения задачи о быках было распечатано в 1965 году с использованием компьютерной техники.